# Puu-Maskali
Puu-Maskali med Keski-Maskali är en ö i Finland. Den ligger i Bottenhavet och i kommunen Euraåminne (tidigare Luvia) i den ekonomiska regionen  Björneborgs ekonomiska region i landskapet Satakunta, i den sydvästra delen av landet. Ön ligger omkring 25 kilometer sydväst om Björneborg och omkring 230 kilometer nordväst om Helsingfors.
Öns area är 9 hektar och dess största längd är 480 meter i sydöst-nordvästlig riktning.
Ön ligger mellan Pirtti-Maskali i nordväst och Leppä-Maskali i öster.

## Delöar och uddar
- Puu-Maskali 61°19′47″N 21°26′41″Ö / 61.32983°N 21.44464°Ö
- Keski-Maskali 61°19′55″N 21°26′38″Ö / 61.33188°N 21.44381°Ö